# Alfaro (cá)
Alfaro là một chi cá thuộc họ Cá khổng tước. Những loài trong chi này được tìm thấy trong hệ thống sông ngòi ở khu vực Trung Mỹ, từ Guatemala trải dài đến Costa Rica và Panama.

## Từ nguyên
Chi này được đặt theo tên của Anastasio Alfaro, nhà khảo cổ học, địa chất học, dân tộc học, động vật học và giám đốc Bảo tàng Quốc gia Costa Rica.

## Loài
Có 2 loài được ghi nhận trong chi này:
- Alfaro cultratus (Regan, 1908)
- Alfaro huberi (Fowler, 1923)